# Visay Phaphouvanin
Visay Phaphouvanin (ur. 12 czerwca 1985 w Wientianie) – laotański piłkarz, grający na pozycji napastnika.

## Kariera piłkarska

### Kariera klubowa
Wychowanek Vientiane FC. W 2003 rozpoczął karierę piłkarską w tajskim Udon Thani FC. Od 2004 do 2012 ponownie występował w Vientiane FC. W 2013 bronił barw Lao Police Club. W 2014 przeszedł do indonezyjskiego PS Bintang Jaya Asahan.

### Kariera reprezentacyjna
W 2002 debiutował w narodowej reprezentacji Laosu. Łącznie rozegrał 51 meczów i strzelił 18 goli.

## Nagrody i odznaczenia

### Sukcesy klubowe
- mistrz Laosu: 2005, 2006
- zdobywca Pucharu Laosu: 2004

### Sukcesy indywidualne
- król strzelców wszech czasów reprezentacji Laosu: 18 goli